# 惠特菲爾德 (印地安納州)
惠特菲爾德（英語：Wheatfield）是一個位於美國印地安納州傑斯帕縣的城鎮。

## 人口
根據2010年美國人口普查的數據，惠特菲爾德的面積為1.53平方千米，當中陸地面積為1.53平方千米，而水域面積為0.00平方千米。當地共有人口858人，而人口密度為每平方千米561人。